# Roots (canção)
- Este artigo foi inicialmente traduzido, total ou parcialmente, do artigo da Wikipédia em inglês cujo título é «Roots (song)».

"Roots" é uma canção da banda americana Imagine Dragons. Foi escrita pelos membros da banda Ben McKee, Daniel Platzman, Dan Reynolds e Wayne Sermon juntamente com o produtor Alex da Kid, e originalmente lançada como single, não incluida em album, no entanto aparece como faixa bônus na edição japonesa de seu terceiro álbum de estúdio, Evolve. A música foi tocada pela primeira vez em 2 de setembro de 2015, em seu show em Melbourne, Austrália, na turnê Smoke + Mirrors Tour. O videoclipe foi lançado em 29 de setembro de 2015 e foi filmado na Nova Zelândia. A música estreou no topo da parada Billboard Rock Digital Songs. 

## Composição
O guitarrista Wayne Sermon afirmou que a música foi escrita na estrada durante a turnê Smoke + Mirrors Tour, e que fala sobre os altos e baixos de suas vidas como músicos. A faixa apresenta um ritimo de bateria distorcida sobre um riff de piano proeminente. A faixa é dedicada ao apoio que receberam de sua base de fãs. 

## Videoclipe
O videoclipe de "Roots" foi lançado em 29 de setembro de 2015. Foi filmado na Nova Zelândia e dirigido por Matt Eastin, que anteriormente dirigiu o vídeo de "On Top of the World" e o remix de "Shots" feito por Broiler .
O vídeo segue o vocalista Dan Reynolds enquanto ele encontra uma maneira de escapar e lembrar quem ele é durante seu estilo de vida agitado em turnê. Ao longo do vídeo, são mostrados vídeos caseiros de um jovem Reynolds, desde criança até jovem adulto.

## Promoção
Em 19 de agosto de 2015, a banda começou a promover o single quando mudaram suas fotos de perfis para imagens pretas e sombrias, com a legenda "My Roots". A postagem nas redes sociais prenunciou e promoveu o lançamento iminente de “Roots”. No dia seguinte, a banda começou a postar fotos suas quando crianças nas redes sociais com a hashtag (#MYROOTS). Os usuários do Twitter e do Instagram começaram a enviar fotos de si mesmos quando eram mais jovens com a mesma hashtag. Todas as fotos foram usadas para formar uma colagem. O single foi lançado no iTunes em 27 de agosto de 2015.
A arte do single é de Louis Lander Deacon, que fez a arte do EP de 2012 da banda, Continued Silence.